# Odenwälderisch
Odenwälderisch ist ein rheinfränkischer Dialekt, der im Süden Hessens im Odenwald, entlang der hessischen Bergstraße und in Nordbaden gesprochen wird.

## Abgrenzung
Das Odenwälderische (Ourewellerisch) unterscheidet sich vom Südhessischen durch diverse eigentümliche Wörter und eine kehligere Aussprache. Von Sprachforschern wird es meist dem Pfälzischen (Rheinpfälzisch) zugerechnet. Südlich von Weinheim – Beerfelden geht es allmählich in das Kurpfälzische des badischen Odenwaldes über, und südöstlich vom hessischen Erbach, im östlichen Teil des badischen Odenwaldes, spricht man eine südrheinfränkische Mundart, das sog. Odenwäldische.
Wie die meisten Mundarten ist das Odenwälderische sehr uneinheitlich und zeigt fließende Übergänge zu benachbarten Dialekten. Das ist einmal eine Folge der historischen territorialen Zersplitterung in viele kleine Herrschaftsgebiete. Zweitens steht die Sprachentwicklung im Zusammenhang mit den durch trennende Gebirgszüge und verbindende Täler bestimmten Verkehrs- und damit Kommunikationswegen. So unterscheiden sich sowohl einzelne Wörter wie auch das Lautsystem und die Intonation häufig von Dorf zu Dorf. Für die Achse von Bad König nach Beerfelden wird dies gerne anhand des konstruierten Wortes „Bankbeine“ veranschaulicht, das in Bad König Benkbå, in Beerfelden aber Bånkbee lautet.

## Aussprache der Konsonanten und Vokale

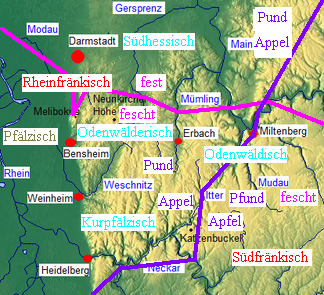
Die Einordnung der Odenwälder Dialekte orientiert sich u. a. an den Grenzen (stark generalisiert) zwischen der mitteldeutschen und der oberdeutschen Sprachregion (Zweite Lautverschiebung) sowie den fest/fescht-Gebieten

- Die meisten Mitlaute (Konsonanten) werden weich gesprochen:

p (nhd.)↔ b: Budding (Pudding), Bolizei (Polizei), Bobb (Puppe)
t (nhd.) ↔ d: Drebb (Treppe), Deller (Teller), Doal (Tal), Dande (Tante)
k (nhd.) ↔ g: Guggugg (Kuckuck), Glaad (Kleid)
g im Inlaut (nhd.) ↔ ch, j: Wache (Wagen), Krache (Kragen), Aache (Augen), geloche (gelogen), wäche / wäije (wegen)
- pf (nhd.) wird im Anlaut zu b: Bloume (Pflaume), Bloanze (Pflanze), Blogg (Pflock)

oder zu p : Peffer (Pfeffer), Parrer (Pfarrer), Poad (Pfad), Pund (Pfund)
- s vor Mitlaut (nhd.) wandelt sich zu sch: Schdubb (Stube), Schbroach (Sprache), schdill (still), feschd (fest), Schweschder (Schwester)
- Die Selbstlaute (Vokale) a, e, i, o, u sowie die Doppellaute (Diphthonge) ei und eu verändern die Odenwälder oft zu den Doppellauten oa, ou, oi, äi:

lang gesprochenes a (nhd.) ↔ oa oder oo: Woald (Wald), Gloas (Glas), soag (sag!), Noas (Nase), Schtrooß (Straße), aber Daafel (Tafel) und (kurz gesprochenes á) Bláschder (Pflaster), Vádder (Vater)
e (nhd.) ↔ äi, ä: Räije (Regen), Wäg (Weg), aber (kurzes é) féschd (fest), Néwwel (Nebel)
i (nhd.) ↔ äi, ä oder ee: Käisch (Kirche), Käsche (Kirsche), Hä(r)sch (Hirsch), veel (viel), Beer (Birne), schbeele (spielen), Schleere (Schlitten), meer (mir)
o (nhd.) ↔ u, oi, ou: Sunn (Sonne), Dunnerschloag (Donnerschlag), Ungel (Onkel).
o (nhd.) ↔ oi, ou: Soije (Sorgen), Drouscht (Trost), Oufe (Ofen), wou (wo), sou (so), Houf (Hof), grouß (groß), aber in geschlossener Silbe kurz gesprochenes ó: Bólizei (Polizei), Sógge (Socken)
u (nhd.) ↔ o, oa: Dorscht (Durst), Woascht (Wurst), Bobbelsche („Püppchen“, Baby), Modder (Mutter), aber Bulver (Pulver), Blum (Blume)
ei und au (nhd.) ↔ aa oder oa: braad (breit), Laader (Leiter), haaß (heiß), daale (teilen), Saaf (Seife), laafe (laufen), kaafe (kaufen), kloa (klein), Stoa (Stein), aber, da aus mittelhochdeutsch î entstanden: Zeit, Geig (Geige)
eu (nhd.) ↔ ai: Faijer (Feuer), nai (neu), haid (heute), Laid (Leute), Daiwel (Teufel)

## Weitere typische Merkmale
- Bei einigen Wörtern gibt es gegenüber dem Neuhochdeutschen einen d- (nhd.) ↔ r-Wechsel (Rhotazismus): Ourewoald (Odenwald), Brurer (Bruder), werrer (wieder),
- bei anderen einen b- (nhd.) ↔ w-Tausch: Riewe (Rüben), Läwe (Leben), liewer (lieber), gewe, aber geb, gibscht (geben), owe (oben), schreiwe (schreiben), Gawwel (Gabel).
- Häufig ist auch ein u ↔ o-Tausch: Sunn (Sonne), Modder (Mutter), Do(r)scht (Durst)
- Der Artikel das (nhd.) wird des gesprochen.
- Bei vielen Wörtern werden, eine typische Erscheinung der mündlichen Kommunikation, die unbetonte Endung (z. B. e-Schwa) und Inlautkonsonanten verkürzt oder weggelassen (Verschleifung, Elision): rennen ↔ renne, Mücke ↔ Migg, Straße ↔ Schtrooß, hinlegen ↔ hiläije, der Laden ↔ de Loare.
- ig-Endung (nhd.) ↔ isch: luschdisch (lustig), gaschdisch (garstig)
- Verkleinerungsformen (Diminutivformen) erhalten el-, che- bzw. sche-Endungen: Päädel (Pfädchen), Blümmel (Blümchen), Häffel (Töpfchen), Ebbelsche (Äpfelchen), Bobbelsche (Baby), Wäggelsche (Wägelchen), Rädsche (Rädchen)
- Durch Verbindung (Kontraktion) z. B. eines Verbs mit einem Pronomen entsteht ein Schmelzwort: deedschd (tätest du), gidds (gibt es), sischd(e) (siehst du), verschdäischd (verstehst du)
- Die Umlaute ö und ü werden nicht verwendet. Öl ↔ El, Öfen ↔ Efe. Frühling ↔ Frieling, Wünsche ↔ Winsche, trüb ↔ trieb. Es ist also eine Wandlung von ö nach e festzustellen, eine so genannte Entrundung.

Einige Wörter sind aus dem Französischen übernommen, wie Baldin (Schal), Lapping (Kaninchen), Kolter (Wolldecke), allaa (auf geht's), Trottwa (Gehweg), Visimadende (Dummheiten, Leichtsinniges).

## Spezielle Wörter
Die folgende Liste stellt die Mundart in dem Bereich zwischen Höchst und Erbach dar. Ergänzt wurden Begriffe aus dem Raum Fürth und seinen Ortsteilen, sowie dem Gersprenztal. 
Der Vokal 'o' wird hier nicht von dem – eigentlich korrekteren – offenen o-Laut 'å' unterschieden.
| Hochdeutsch                                               | Ourewellerrisch                                                                                |
| --------------------------------------------------------- | ---------------------------------------------------------------------------------------------- |
| Ach, hör doch auf!                                        | Häie mer uff! Här/Hör mer uff!                                                                 |
| aber auch                                                 | äwwerah, äwweraach                                                                             |
| Apfel, der                                                | Abbel, Öpfel                                                                                   |
| Apfelwein, der                                            | Äppelwoi, Äbblwoi, Ebbelwoi, Öbblwoi (Moscht)                                                  |
| Abend, der                                                | Owend, Nohmnd, Nowend                                                                          |
| Alter Kram                                                | Gelumps, Gelärsch, Gerimbel                                                                    |
| Ameisen, die                                              | Eemeetze oder Beetzemeetze (eher ein Kinderausdruck), Emenze                                   |
| anders                                                    | onnerscht(er)                                                                                  |
| Auf, aufmachen                                            | uff, uffmache                                                                                  |
| aufbegehren (sich gegen etwas wehren), aufmucken          | uffmugge                                                                                       |
| auseinanderreißen                                         | werrenonner roppe, venonne robbe, vunonner robbe, zammreise                                    |
| Augen, die                                                | Aache, Oache                                                                                   |
| „Augen zu und durch“                                      | druff un dewerre, druff un dawedder, Oache zu und druff                                        |
| Baby, Säugling                                            | Bobbelsche                                                                                     |
| Bach, der                                                 | die Bäsch, die Baach, die Boach                                                                |
| Banane, die                                               | die Benoun, die Banoun                                                                         |
| Bauch, der                                                | Käiz, Ranze, Ronze, Wombe, Fässje, Kuggel                                                      |
| Bäume, die                                                | die Beem, die Bömm                                                                             |
| beeil Dich, auf gehts                                     | allaa (hopp), allee, uff jetzt - mach hieh                                                     |
| Berg, der                                                 | Buggl, Bersch, Beisch, Bäig, Bejg                                                              |
| Bierglas                                                  | Bierhumbe                                                                                      |
| blöd                                                      | bleed                                                                                          |
| Breitreifen, die                                          | Bräearehre Rährre, digge Schlabbe, breide Rääfe                                                |
| Brombeeren, die                                           | Faazebeern, Brommbl                                                                            |
| Brot, das                                                 | Broud                                                                                          |
| Brötchen, das                                             | Weck                                                                                           |
| Bruder, der                                               | Bruuhre                                                                                        |
| Brühe, die                                                | die Brie                                                                                       |
| Bonbon, das                                               | Gutzje, Klumbe, Gutzel, Gutzle                                                                 |
| Böschung, die                                             | Roah                                                                                           |
| bügeln                                                    | bischelle, biggle, büchln                                                                      |
| Bürgermeister, der                                        | Boiemooschde, Boimoschder, Börchermäster                                                       |
| dagegen                                                   | dewerrer, dewedder, degäije, degeche                                                           |
| damals/seinerzeit                                         | sellemols                                                                                      |
| drücken, pressen                                          | kneidse, drigge, drügge                                                                        |
| Durst, der                                                | Dorschd                                                                                        |
| Egoist, der                                               | Allmoi                                                                                         |
| einzige                                                   | einzigste, eenzigscht, eenzigschte                                                             |
| Elster, die                                               | Atzel, Elschter                                                                                |
| etwas                                                     | ebbes, ebbs,                                                                                   |
| Ferkel, das                                               | Wutzje, Fäigel, kleens Säule                                                                   |
| Feuerwehr                                                 | Feiewehr, Feijawehr                                                                            |
| Futterrüben-Erntemaschine                                 | Runkelroiweroppmeschien, Rummelse-Lesemaschin                                                  |
| Gartentür, die                                            | Gordediersche, Gardedürle                                                                      |
| geben                                                     | gewwe, gebbe                                                                                   |
| Gebiss, das                                               | Raffel                                                                                         |
| gebogen                                                   | krumm, gebooche                                                                                |
| gelb                                                      | gehl                                                                                           |
| gegen                                                     | wärre, wäddä, dageche                                                                          |
| Gehsteig, der                                             | Trottwa                                                                                        |
| Kinderschar, mehrere Kinder                               | Gezäwwel                                                                                       |
| grün                                                      | grieh                                                                                          |
| Gurke(n), die                                             | Gummer(n), Goig(e)                                                                             |
| Gurt, der                                                 | Godd                                                                                           |
| Guten Abend                                               | enn Guhde, Nohmnd, g'nowend, nowend                                                            |
| Guten Morgen                                              | Moije, Gemmorsche, enn Guhde, g'moije                                                          |
| Guten Tag                                                 | enn Guhde, Dach, gurre                                                                         |
| Hahn                                                      | Giggl, Hohn                                                                                    |
| haltbar (etwas ist haltbar)                               | des häibt (Beispiel: Die lederne Ausführung des Produkts ist sehr haltbar = Des lärrene häibt) |
| Handschuhe, die                                           | Hännschich, Honnschuh, Hännsching                                                              |
| Haus, das (i. d. R. älteres Haus)                         | Buddig                                                                                         |
| Heidelbeeren                                              | Hallbeern, Halebeern                                                                           |
| Hirsch, der                                               | Häsch, Hersch                                                                                  |
| Hochzeit, die                                             | Hochzisch                                                                                      |
| Holunderbeeren                                            | Hoolebeije                                                                                     |
| Hügel, der                                                | Hischll, Higgl, Hubbel                                                                         |
| Huhn, das                                                 | Hinkel, Hingl                                                                                  |
| hüpfen                                                    | hossern, hobbele, hippse, hobbe, hibbe, hoppse                                                 |
| hör zu                                                    | heuemohl, hoschemohl, hoischemo(l)                                                             |
| Holzstückchen, die                                        | Schliwwen, Schlewwn                                                                            |
| Jäger, der                                                | Jäescher, Jäije, Jäschtle                                                                      |
| Jauche, die                                               | Puhl                                                                                           |
| jetzt, im Moment                                          | alleweil (allaweil), awwel(d)                                                                  |
| Johannisbeeren, die                                       | Kanztraawe, Konnsdrauwwe                                                                       |
| Johannismarkt (Volksfest in Fürth/Odenwald)               | Konnsmaigd                                                                                     |
| Kaninchen, das                                            | Lapping, Kaniggl, Falsch Katz                                                                  |
| Karotten, die                                             | Gähl(e)riehwe                                                                                  |
| Kartoffel                                                 | Krummbiern (Krumenbeere)                                                                       |
| Kater, der                                                | Karrer, Malle(r)d, Kahre, Katzebommel                                                          |
| Katze, die                                                | Dachhoas, Katz                                                                                 |
| Kirche, die                                               | Kärsch, Käisch                                                                                 |
| Kirchweihe, die                                           | Kerwe, Kerbb                                                                                   |
| Knoten, der                                               | Knouhre, Knoddl, Knouhde                                                                       |
| Korb, der                                                 | Käiz, Monn                                                                                     |
| kopulieren                                                | pimmbern                                                                                       |
| korpulent                                                 | uffgeschdumbd (im Quadraad)                                                                    |
| Kreuz                                                     | Kraiz                                                                                          |
| kurz anberaumt (ein Termin ist kurz anberaumt)            | koatz ougerennt / ougerannt                                                                    |
| Kurzer, Schnaps                                           | Piffsche, Korze, Kloare                                                                        |
| Laufen                                                    | Laafe, Schlabbe                                                                                |
| Leder, das                                                | Lerrä                                                                                          |
| Leiter, die                                               | Laahre, Laadren                                                                                |
| Leute, die                                                | Leid                                                                                           |
| Maulwurf, der                                             | Mollwed, Mullbert, Mullbruff                                                                   |
| Mein                                                      | Moi(n)                                                                                         |
| Melone, die                                               | Meloun                                                                                         |
| Mist(haufen), der                                         | Meschd(haufe)                                                                                  |
| Moralisch fragwürdig                                      | schoufel                                                                                       |
| Mücke                                                     | Schnoog                                                                                        |
| Mund, der                                                 | Gosch                                                                                          |
| Murmeln, die                                              | Klickern                                                                                       |
| Nebel, der                                                | Newwel                                                                                         |
| Nicht                                                     | nidd, ned                                                                                      |
| Nichtsnutziger Mann, Hahnrei                              | Honnebombel, Honnebembel, Hannebambel (Hahnenbambel), Glouwe                                   |
| Nikolaus                                                  | Benzniggl, Belznickel, Niggelaus                                                               |
| oben                                                      | owwe                                                                                           |
| „Odenwaelder Ofenrohr“                                    | Ourewelle Oufweroue, Oureweller Ouwweroue                                                      |
| Ofen, der                                                 | Ouwfe (Mehrzahl: Äiwfe) Ouwwe (Mehrzahl: Äiwwe)                                                |
| Patentante, die                                           | Good(a)                                                                                        |
| Patenonkel, der                                           | Pettn, Pettern                                                                                 |
| Penis, der                                                | Schnibbl, Schniwwl, Brunser, Pisser                                                            |
| Peter                                                     | Päirre                                                                                         |
| Pfanne, die                                               | Ponn                                                                                           |
| Pfarrer, der                                              | Parre                                                                                          |
| Pfirsich, der                                             | Päsching, Fersich                                                                              |
| Pferd, das                                                | Gaul (Mehrzahl Gail)                                                                           |
| Pflaumenmus, das                                          | Latwäische, Latwäije, Latwersch                                                                |
| Pfütze, die                                               | Pitsche, Pitsch                                                                                |
| Prostituierte, die                                        | Nutt, Schlomp, Huhr, Dorfmatratz                                                               |
| Quatschkopf                                               | Olweniggl, Olwerskopp, Olwert                                                                  |
| Rabe, Krähe                                               | Krabb (Mehrzahl Krabbe), Roab                                                                  |
| Regen, der                                                | Räije                                                                                          |
| Regenrinne                                                | Dachkonnl                                                                                      |
| reden                                                     | babbeln                                                                                        |
| (aus)reißen                                               | robbe                                                                                          |
| Rosenkohl, der                                            | Gnoddelschesgemies, Knebbschesgemies, Rousekoul                                                |
| Rücken                                                    | Rigge, Buggel                                                                                  |
| Schal, der                                                | Baldin, Schohl                                                                                 |
| Schaf, das                                                | Schoof (Mehrzahl: Scheef)                                                                      |
| Schale, die                                               | Bidd (auch als Wäschewanne geläufig)                                                           |
| Schatten                                                  | Schähre, Schadde                                                                               |
| Schere                                                    | Schirn, Schern, Scher                                                                          |
| Scheune, die                                              | Schaije(n)                                                                                     |
| schief                                                    | schepp                                                                                         |
| Schirm, der                                               | Schearm                                                                                        |
| schlecht                                                  | ääbsch, ääbschd                                                                                |
| Schwachsinn, der                                          | Schmuu                                                                                         |
| Schwein, das                                              | Schwoin, Sau (Mehrzahl: Sai), Wutz(e), Moug(e)(nur zum Mutterschwein)                          |
| Schweiß                                                   | die Brie, die Briehe                                                                           |
| Schnee                                                    | Schnäi                                                                                         |
| Spaten                                                    | Schurn, Spade, Schbode                                                                         |
| sprechen, reden                                           | schwätze, bäbbele, babbele, redde, babbeln, babble                                             |
| Stein, der                                                | Stoa, Schdoh, Schdee                                                                           |
| Straße, Gasse                                             | Gass, Schossee, Schdroos                                                                       |
| sich etwas vorstellen                                     | sich woas mache kenne                                                                          |
| Streuselkuchen, der                                       | Riwwelkuche                                                                                    |
| Stringtanga, der                                          | Rizzebutzer                                                                                    |
| Stubenfliege(n), die                                      | Migg(e)                                                                                        |
| Tabak, der                                                | Duwwag, Schaierbombel                                                                          |
| Tannenzapfen, der                                         | Donneschähf, Donnagoggel, Hussmoug, Donnezabbe                                                 |
| Tischleuchte                                              | Dischlomp                                                                                      |
| Toilette                                                  | Abee, Abott                                                                                    |
| Tollpatsch                                                | Urrumbel                                                                                       |
| Topf, Nachttopf                                           | Dibbe                                                                                          |
| Tilgung (einen (Darlehens)Betrag in Raten zurückzahlen)   | abbrunse                                                                                       |
| Trompete, die                                             | Trummbehd                                                                                      |
| Tromm, die (vierthöchster Berg des Odenwaldes)            | Trumm                                                                                          |
| Trottel, der                                              | Droddl, Simbl, Hawwag                                                                          |
| Tüte                                                      | Dudd, Mehrzahl = Didde, Dudde                                                                  |
| übermütig                                                 | iwwerzwersch, iwwermiedisch                                                                    |
| Aufschnitt (Wurst)                                        | Uffschnitt                                                                                     |
| unten                                                     | anne, drunne, unne                                                                             |
| urinieren                                                 | saasche, brunze                                                                                |
| verrückt, wahnsinnig                                      | neischd, irsch                                                                                 |
| verwirrt, abgelenkt, verwundert                           | err, irr                                                                                       |
| Vogel, der                                                | Fochl, Foggl (Mehrzahl: Föschel, Feggl, Fejjl)                                                 |
| Wagenradsnagel, der                                       | Wouerodsnouel                                                                                  |
| Wand                                                      | Wenn                                                                                           |
| Was willst du denn?                                       | Wos widden du?; woas willd'n du?                                                               |
| wählerisch                                                | schneegisch, schneeglerisch                                                                    |
| Wäschewanne, die                                          | Bütt, Wonn, Monn, Bitt                                                                         |
| Weg, der                                                  | Pahd (en motz pahd – ein weites Stück), Pohd                                                   |
| Weidezaunpfosten, der                                     | (Vieh)wahdstiggl, Stiggl                                                                       |
| weinerlicher Mensch                                       | Piensbagge                                                                                     |
| weiter                                                    | weirre(r), weider, weida                                                                       |
| Wir                                                       | Me(r)                                                                                          |
| Wespen, die                                               | Wischbl, Wäschbl, Wepse                                                                        |
| Wetter, das                                               | Werrer, wedda, Wärre                                                                           |
| wieder                                                    | wirre, wärre, wedder, widder                                                                   |
| wilder Junge                                              | Riwwel, Sauriwwel                                                                              |
| Wolldecke, die                                            | Kolter, Kolde(r)                                                                               |
| Wurst, die                                                | Woschd (daher auch Wurstbrot – Woschdebroud)                                                   |
| Zahnarzt, der                                             | Zäihdokde                                                                                      |
| Zahnbürste, die                                           | Zouhberschd                                                                                    |
| zerstören (etwas roh / gewalttätig / mutwillig zerstören) | zommewiggse                                                                                    |
| Ziege, die                                                | Gaas                                                                                           |
| Ziegel                                                    | Zichel, Ziggl                                                                                  |
| zugezogene Mitmenschen                                    | Zugeraste, oigeplackte                                                                         |
| (Zucker) Rüben, die                                       | Rummelse, Riewe                                                                                |
| Zunge                                                     | Labbe                                                                                          |
| zu Hause                                                  | dahäm, dehaam, dehohm, dahoam                                                                  |
| zusammenrechnen                                           | zosemmerecheln/zommereschan                                                                    |